# Línea 123 (Rosario)
Línea 123 es una línea de transporte urbano de pasajeros de la ciudad de Rosario, Argentina. 
Anteriormente el servicio de la línea 123 era prestado desde sus orígenes y bajo la denominación de línea 57 por Empresa General Manuel Belgrano S.R.L, luego Transportes General Manuel Belgrano S.A. (cambiando en 1986 su denominación a línea 123), y finalmente Sociedad del Estado Municipal para el Transporte Urbano Rosario -SEMTUR- hasta el 31 de diciembre de 2018, ya que a partir del 1° de enero de 2019, la empresa Movi se hizo cargo de la línea.

## Recorridos

### 123
Servicio diurno y nocturno.
|  | STR+l | STR+r |  |

| CONTf | BHF | STR |  |

|  | STR | BHF | CONTg |

| CONTf | BHF | STR |  |

| CONTf | BHF | STR |  |

| CONTf | BHF | STR |  |

|  | STR | BHF | CONTg |

| CONTf | BHF | STR |  |

|  | STRl | ABZg+r |  |

|  |  | BHF |

|  | STR+l | ABZgr |  |

|  | STR | BHF | CONTg |

|  | BHF | STR |  |

|  | BHF | STR |  |

|  | STRl | ABZg+r |  |

|  |  | BHF |

|  |  | STR+lBUEq |

|  |  | BHF |

|  |  | BHF |

|  |  | BHF |

|  |  | BHF |

|  |  | KRZu |

|  |  | KBHFe |